# Ida Van de Koolkaai
Ida Van de Koolkaai is een personage uit de Vlaamse komische reeks Lili en Marleen, uitgezonden van 1994 tot 2010 op vtm. Ze wordt gespeeld door actrice Simonne Peeters, echtgenote van Walter Van de Velde, de schrijver van Lili en Marleen. 

## Personage
Ida is een van de inwoonsters van café De Lichttoren op de Koolkaai in Antwerpen. Hoewel ze oorspronkelijk samen met haar vriend Jef Van den Sande elders woonde, kwamen beide terecht in De Lichttoren, nadat ze door hun huisbaas op straat werden gezet wegens achterstallige betalingen. 
Ida Van de Koolkaai is werkloos aan het begin van de reeks, maar samen met Jef vullen ze hun dagen door optredens te geven in het café. Later in de reeks doet ze echter verschillende karweitjes voor Rik Van de Koolkaai, die zijn eigen bedrijfje heeft. Later doen ze dit noodgedwongen om hun kost en inwoon aan moeder Lisa te kunnen betalen. Het is niet precies duidelijk of Ida ooit gewerkt heeft, maar we weten wel dat ze vroeger actief was als zangeres in de opera. 
Ida kan in elk geval een bijzondere vrouw genoemd worden. Ze is klein van gestalte, maar valt enorm op door haar grote mond. Die mond zet ze tegen iedereen op die in haar ogen dwars ligt. Ze is rad van tong en heeft steeds een antwoord klaar. Ze ligt vooral in de clinch met Rik Van de Koolkaai, huisbaas van de mansardekamer waar ze wonen en ook vaak haar werkgever. Ze is er niet vies van om hem te dwarsbomen of hem uit te maken wanneer hij volgens haar te ver gaat. Ook met de dochter van Rik, Nieke Van de Koolkaai, ligt Ida vaak in de clinch. Wanneer het echt nodig is, durft ze ook een grote mond opzetten tegen haar beste vriendin, moeder Lisa. Hoewel ze vaak het tegendeel beweert, heeft ze er ook erg veel moeite mee om geheimen te bewaren en bazuint ze vaak strikt geheime zaken ongewild rond. 
Ida is al jaren samen met haar partner, Jef Van den Sande, een wees, afkomstig uit Mechelen. Jef is een ietwat simpele jongen en erg kleinzerig, vooral als het om zijn voet gaat. Ida geeft dan ook vaak af op Jef, wanneer die zich weer eens grandioos aanstelt. Het is ook duidelijk dat Ida in hun relatie de broek draagt. Ze is tegenover Jef erg dominant en laat hem vaak klusjes opknappen waar zij een hekel aan heeft. Ze vormen samen een duo dat optredens verzorgt in het café. Overigens met succes, want het café smult gretig van hun vaak goedkoop ogende en geflopte optredens. Desondanks dat kregen ze ooit de kans om een plaat op te nemen. De plaat flopte echter en een nationale carrière, waar Ida stiekem van droomde, werd opgeborgen. Het is echter wel Ida die vaak de schrale optredens en sketches van Jef weet te redden dankzij haar stem. 
Hoewel Ida het graag wil, zijn zij en Jef nooit getrouwd. Ida zit vaak achter Jef zijn veren om haar ten huwelijk te vragen, toch loopt dat telkens verkeerd af. Eén enkele keer dat ze werkelijk op het punt stonden om te trouwen, belandde Jef in de gevangenis wegens het gebruik van marihuana. Ze is eveneens erg jaloers en beticht Jef ervan een echte vrouwenzot te zijn. Ondanks haar dominante karakter en stoere gedrag houdt ze enorm veel van haar Jef en neemt ze zijn gebreken er graag bij.

## Uiterlijk
- Klein van gestalte
- Rood haar
- Geruite rok
- Witte sokken en zwarte schoentjes
- Gouden podiumkledij met veer in haar haar

## Catchphrases
- Gij se vuile, vetten dikken hapchard (tegen Rik)
- Apsjaar (tegen Rik)
- Ge kent mij na toch hé Lisa (wanneer haar wordt gevraagd haar mond niet voorbij te praten)
- Gij se toch een kieken! (tegen Jef)
- Karottentrekker (tegen Jef)
- Gulzig ventje (tegen Jef)
- Want ge weet, ik kan zwijgen
- Stuk pretentie (tegen Nieke)
- Begint nie hé! (tegen Jef wanneer hij over zijn voet begint)

## Trivia
- Ter gelegenheid van 30 jaar VTM kroop actrice Simonne Peeters in 2019 nog één keer in de huid van haar personage Ida.